# Mas de l'Aranyó (Juneda)
El Mas de l'Aranyó és una obra de Juneda (Garrigues) inclosa a l'Inventari del Patrimoni Arquitectònic de Catalunya.

## Descripció
El casal de l'Aranyó es devia edificar probablement entre els anys 1770 i 1780, segons dates de les llindes de les dues portades, gravades entre l'escut de Montserrat. La primera data correspon a l'edifici dels masovers i l'altra a l'edifici noble, de més alçada. Es tracta de construccions de pedra i fang, de gruixudes parets cobertes a doble vessant amb teula àrab. Ambdós consten de planta baixa i dos pisos superiors. L'edificació noble es diferencia per unes obertures més senyorials, algunes amb arc de mig punt. La part baixa d'aquest és ocupada per una sala rectangular coberta amb volta cilíndrica i llunetes que tal vegada diuen si podria ser el menjador o dormitori dels monjos. El primer pis conserva alguns mobles antics i al superior hi ha un bonic rentamans en el passadís, de pedra amb ornaments de guix que segueixen la moda barroca. L'habitatge dels masovers conserva piques i menjadores dels animals en els baixos. No s'han efectuat més canvis que els necessaris. Des de fa tres anys disposen de llum amb placa solar (abans tenien carburo). A l'exterior s'han creat noves dependències per magatzems.

## Història
Juntament amb el terme de Miravall constituïa una propietat de l'abadia de Montserrat d'uns 2900 jornals de terra. D'ençà la desamortització eclesiàstica del segle XIX passà a mans laiques, sent patrimoni de la família Carreras de Barcelona. En morir el cap de família el terme es dividí entre els dos hereus, quedant l'Aranyó en mans de Joaquim Carreras, amb un patrimoni de 1830 jornals dels quals 870 són conreables (olivera, ametller) i els 960 restants són improductius (garriga, coscoll, romaní, timó...). El seu terme limita amb Miravall, Les Borges Blanques, Cervià, Castelldans i el mas d'Antós. D'ença l'any 1943 aprox. n'és propietari el Sr. Francesc Figuerola i Ferrer, advocat veí de Barcelona. Però qui realment coneix el mas és en Joan Farré i Prats (el Joan de l'Aranyó), que des de l'any 1944 viu i treballa en ell juntament amb la seva esposa.